# NGC 754
NGC 754 je galaksija u zviježđu Eridan.

## Vanjske poveznice
- SEDS: NGC 754